# دختران ادوارد دارلی بویت
دختران ادوارد دارلی بویت (انگلیسی: The Daughters of Edward Darley Boit) که بیشتر با عنوان اصلی یعنی پرتره کودکان شناخته می‌شود، یک نقاشی رنگ روغن از هنرمند آمریکایی، جان سینگر سارجنت می‌باشد. این نقاشی نمایش‌گر ۴ دختر جوان از دختران ادوارد دارلی بویت است که در آپارتمان منزل خودشان در پاریس حضور دارند. این اثر هنری در سال ۱۸۸۲ رسم گردیده و در حال حاضر در نمایشگاه هنر جدید آمریکا و موزه هنرهای زیبای بوستون به نمایش گذاشته شده است.

## نگارخانه